# Popular Betty
Popular Betty è un cortometraggio muto del 1912 diretto da James Young.

## Produzione
Il film fu prodotto dalla Vitagraph Company of America.

## Distribuzione
Distribuito dalla General Film Company, il film - un cortometraggio in 180 metri - uscì nelle sale cinematografiche statunitensi il 14 settembre 1912. Nelle proiezioni, veniva programmato con il sistema dello split reel, accorpato in un'unica bobina con un altro cortometraggio prodotto dalla Vitagraph, la commedia A Fortune in a Teacup.